# 7536 Fahrenheit
7536 Fahrenheit (1995 WB7) là một tiểu hành tinh vành đai chính được phát hiện ngày 21 tháng 11 năm 1995 bởi Shimizu, Y., Urata, T. ở Nachi-Katsuura.